# Isotoma nigrifrons
Isotoma nigrifrons är en urinsektsart som beskrevs av James P. Folsom 1937. Isotoma nigrifrons ingår i släktet Isotoma och familjen Isotomidae. Inga underarter finns listade i Catalogue of Life.